# Khu bảo tồn thiên nhiên Aksu-Zhabagly

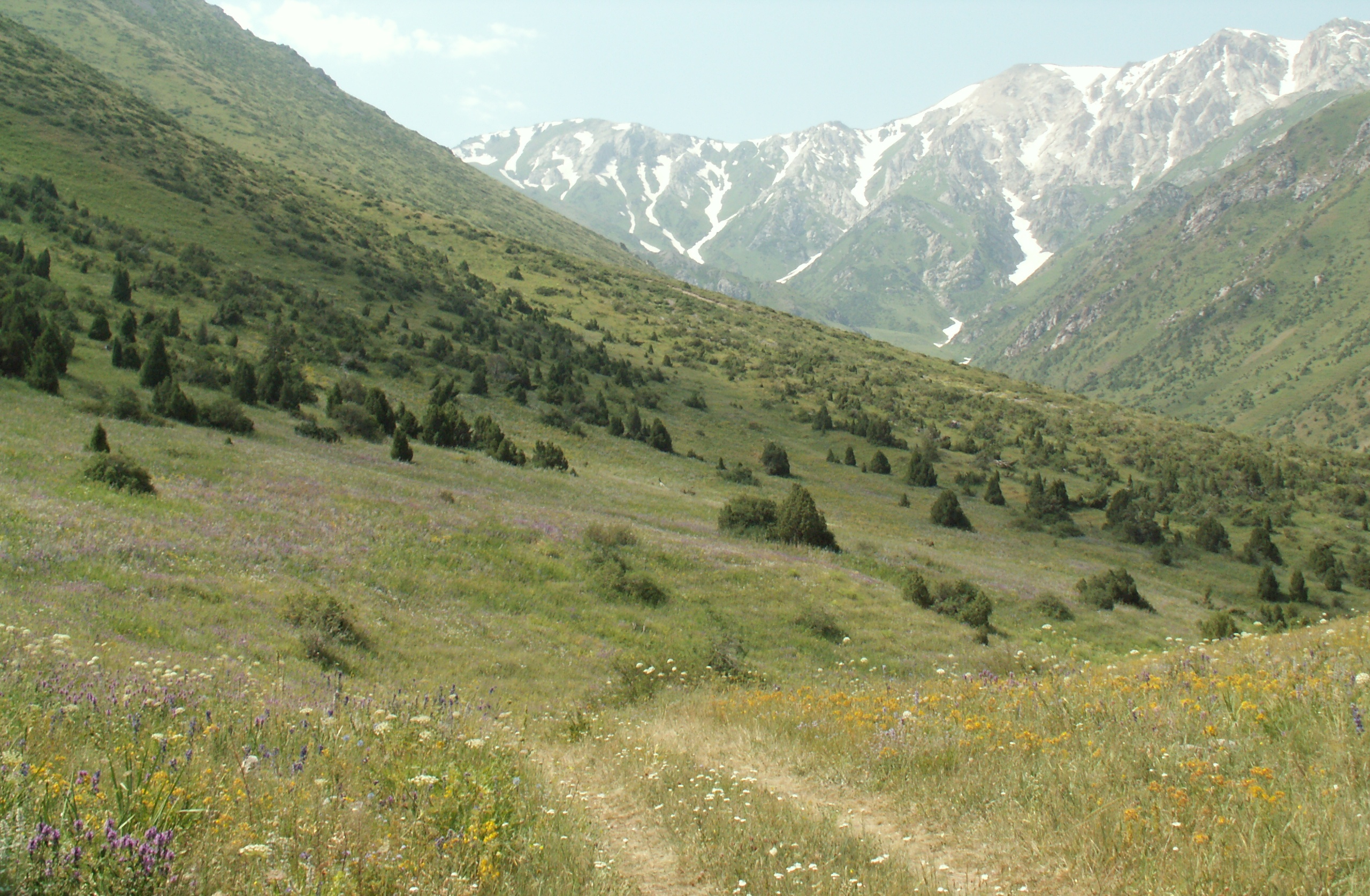
Cao nguyên giữa các sông Kshi và Ulken Kaindy, núi Zhabagly thuộc Khu bảo tồn thiên nhiên Aksu-Zhabagly

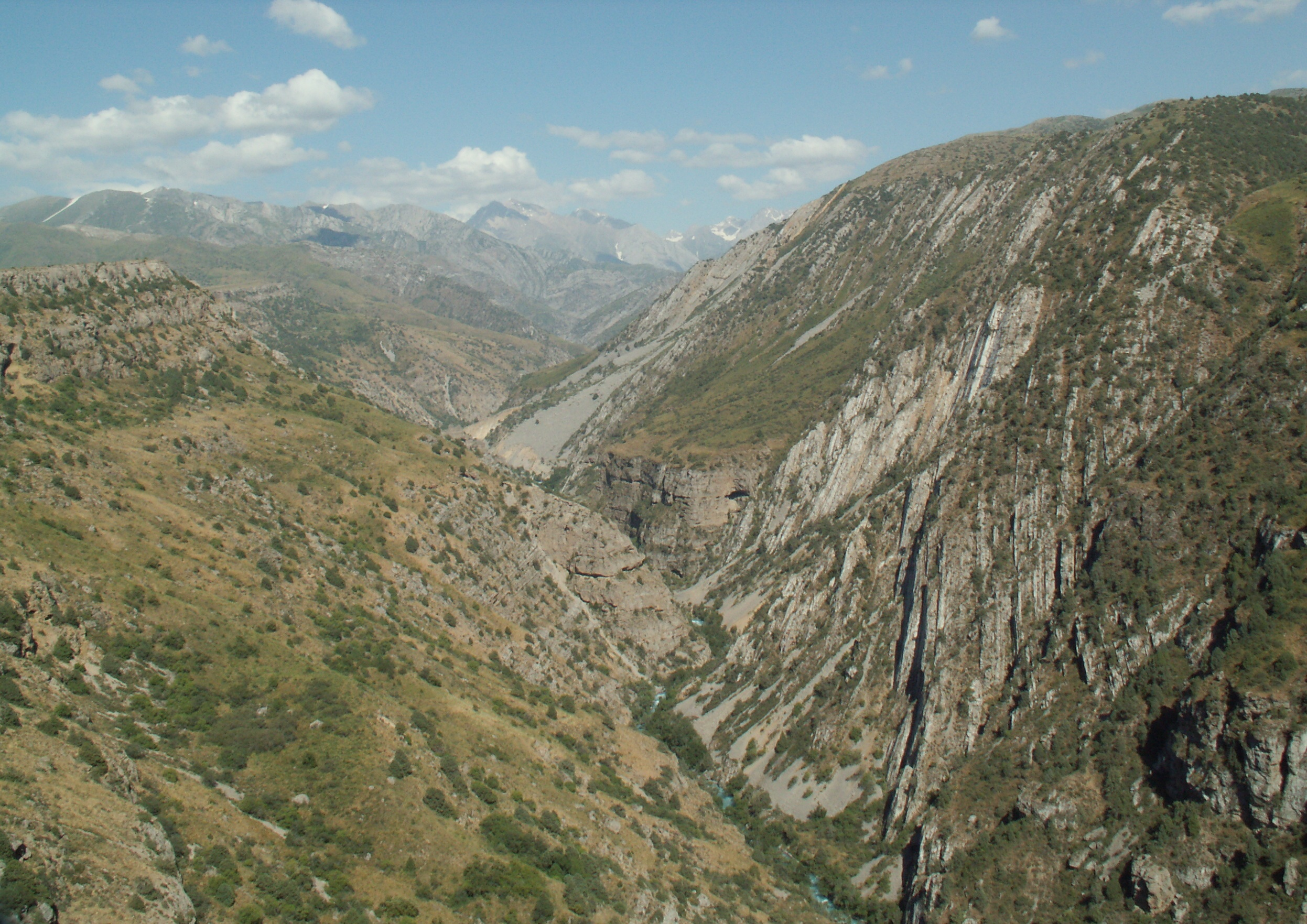
Hẻm núi Aksu, Khu bảo tồn thiên nhiên Aksu-Zhabagly.

Khu bảo tồn thiên nhiên Aksu-Zhabagly (tiếng Nga: Aксу-Жабаглинский заповедник, đã Latinh hoá: Aksu-Zhabaglinskiy zapovednik, tiếng Kazakh: Ақсу-Жабағылы қорығы, đã Latinh hoá: Aqsu-Zhabaghyly Qoryghy) là khu bảo tồn thiên nhiên lâu đời nhất tại Trung Á. Nằm ở phía nam của Cộng hòa Kazakhstan bao gồm các chuỗi núi phía tây bắc của dãy Thiên Sơn. Tên của nó bắt nguồn từ con sông Aksu, là sông lớn nhất trong khu bảo tồn, và dãy núi Zhabagly nằm ở phía bắc. Năm 2016, nó là một phần của Di sản thế giới Tây Thiên Sơn được UNESCO công nhận.

## Địa lý
Khu bảo tồn thiên nhiên Aksu-Zhabagly nằm ở vùng núi phía tây của Talas Alatau, là dãy núi phía tây của dãy Thiên Sơn. Ranh giới phía đông của nó được phân định với Cộng hòa Kyrgyzstan, trong khi phía nam ngăn cách bởi thung lũng sông Maidantal và biên giới với Uzbekistan. Ở phía tây của khu bảo tồn là khu vực được bao quanh bởi Kyzylkum, và ở phía bắc được phân định bởi dãy núi Karatau. Dãy Thiên Sơn mở rộng hơn nữa về phía đông và nam. Khu bảo tồn thiên nhiên trải dài trên diện tích 131.934 hecta, địa hình dao động từ 1100 - 4236 mét. Các dãy núi lớn tại đây bao gồm Zhabagly ở phía bắc, Talasskiy Alatau ở trung tâm, Baldyoustktau và Ugamskiy Alatau ở phía nam. Chúng tạo thành những sườn dốc cũng như những cao nguyên thoải. Đỉnh Sayram nằm ở phía nam là điểm cao nhất trong Khu bảo tồn. Khu vực núi bị chia cắt bởi các con sông Jabagly, Aksu và Baldyrbek, tất cả đều chảy theo hướng tây vào Syrdarya, sau đó chảy ra biển Aral. Con sông Aksu hình thành Hẻm núi Aksu sâu 500 mét và chỉ có thể băng qua được ở phía nam của khu bảo tồn bằng cách đi bộ qua một cây cầu đi bộ hẹp.

## Địa chất
Đá vôi Đại Cổ sinh, đá dolomit và đá tro núi lửa là những loại chiếm ưu thế nhất tại khu bảo tồn. Đất hoảng thổ dày tích tụ trên các cao nguyên và chân đồi. Đá mácma kỷ Permi có những ít hơn.

## Hệ động thực vật
Động vật tại khu bảo tồn bao gồm 44 loài động vật có vú nằm trong Sách đỏ của Kazakhstan. Đáng chú ý nhất phải kể đến báo tuyết nhưng hiếm khi được bắt gặp.Các loài thường thấy hơn là gấu nâu Himalaya, Cừu Argali Thiên Sơn (Ovis ammon karelini), Nhím lông Ấn Độ và Sóc chuột Menzbier.
Về thực vật, đây là nơi có 1312 loài thực vật có mạch. Một số chi lớn nhất bao gồm Hoàng kỳ, Loa kèn, Hành, Cói túi, Đậu. Có 44 loài thực vật quý hiếm có nguy cơ tuyệt chủng được liệt kê trong sách đỏ Kazakhstan. bao gồm Táo dại Tân Cương (Malus sieversii), Nho hoang dã (Vitis vinifera) và một số loài hoa hoa tulip hoang dã. Một phần của khu bảo tồn được bao phủ bởi bán sa mạc, bụi rậm thảo nguyên tạo thành một bức tranh đầy màu sắc vào mùa xuân. Vành đai thực vật núi cao điểm thêm bởi một số loài Bách xù và những đồng cỏ là nơi phát triển của một số loài thực vật Xibia và Trung Á. Hẻm núi Aksu là nơi có một số mảng rừng phong Turkestan trong khi các loài Liễu và Bạch dương phát triển dọc theo một số sông chính.